# Árpád-házi Szent Erzsébet Római Katolikus Teológiai Líceum
Az Árpád-házi Szent Erzsébet Római Katolikus Teológiai Líceum 1994-ben alapított iskola Gyimesfelsőlokon. Óvodai, elemi és középiskolai oktatást végez. Fenntartója a Gyulafehérvári főegyházmegye, nevét Árpád-házi Szent Erzsébetről kapta.

## Történelem
Az iskola alapkövét 1993. május 28-án áldotta meg Bálint Lajos gyulafehérvári érsek. 1994. szeptember 15-én indult meg az oktatás, egy 30 fős teológiai profilú líceumi osztállyal. Alapítója Berszán Lajos gyimesfelsőloki plébános. Később a teológiai profil mellett egy természettudományos profilú osztály is indult, 2005-ben végzett először két párhuzamos osztály. 2001-ben óvodai és elemi iskolai tagozattal bővült. Tornatermét 2014-ben avatták fel.
Névadója Árpád-házi Szent Erzsébet, aki hivatásának tekintette a szegények megsegítését és a gyermekek nevelését, mival az iskola alapítói azonos célokat tűztünk ki: a szegény sorból származó, tovább-tanulni vágyó gyermekek megsegítését és nevelését. E célok elérése érdekében két alapítvány is létesült: Fundaţia Sfânta Elisabeta – Szent Erzsébet Alapítvány Gyimesfelsőlokon, és a Gyimesi Szent Erzsébet Gimnáziumi Alapítvány Budapesten.

## Oktatás
A 2005–2006-os tanévben a hozzá tartozó három településrészen három óvoda, három elemi iskola és a központban 5-12. osztály működött. A diákok 100 km-t meghaladó körzetből érkeznek, közülük átlagosan több mint 50-en moldvai csángók.
Az intézet tanulói különböző iskolán kívüli tevékenységekben vesznek részt. Híres a kórus, több rendezvényen is fellépett, határon belül és kívül egyaránt. Fejlett informatika laboratóriummal is rendelkezik.
Az intézmény minden alkalmazottja a tantervi követelmények megvalósítása mellett a cselekvő keresztény jellem példaképét állítja a tanulók elé. (Az alkalmazottak száma 46, amelyből 25 pedagógus.) Ugyanakkor diákok az iskola hírnevének köszönhetően számos külföldi kiránduláson, tanulmányi úton vehetnek részt. A külföldi kapcsolatok révén több rászoruló tanuló részesül anyagi támogatásban a tanulmányaik során.
2014 szeptemberétől agroturisztikával indult el a szakiskolai oktatás. Célkitűzések:
- Fenntartható életmódra oktatás és nevelés
- A szűk önellátástól vezesse el a fiatalokat a profittermelő, és ezáltal megélhetést, fejlődést biztosító gazdálkodásig

Olyan ismeretek oktatása, amelyek megfelelnek a helyi sajátosságoknak:
- Hegyi kaszálók, legelők értékeinek kihasználása és megtartása
- Állattartás
- Piacképes termékek, hagyományos helyi specialitások készítése
- Kisgépkezelés- és karbantartás
- Halastavak létesítése és működtetése
- Erdőgazdálkodás, gyümölcstermesztés, erdei gyümölcsök hasznosítása
- Faluturizmus, néphagyomány ápolása és megőrzése
- Forrásteremtés, pályázati ismeretek

Ezekkel a célkitűzésekkel szeretnék növelni a térség megtartó erejét. A helyi lehetőségek felismerésével és azok megvalósításához szükséges ismeretek elsajátításával igyekeznek a fiatalok számára valós perspektívát teremteni – a Gyimesvölgy elszigetelt jellege és iparositásának hiánya ellenére is. Alapvető fontossággal bír, hogy a helyi termékek már helyben minél nagyobb feldolgozottságot érjenek el s a gazdálkodás lépjen túl az alacsony haszonnal járó nyersanyagtermelésen és piacképes eladható termékek előállítását célozza meg.

## Lelki nevelés
Az iskola egyházi jellege kötelezi, hogy diákok a tananyag minél magasabb szintű elsajátítása mellett lelki életükben is növekedjenek, fejlődjenek. Ennek érdekében nagy hangsúlyt helyeznek az ő lelki nevelésükre is. Ez legfőképp közösségben végzett lelki programok által valósul meg. Elengedhetetlen a hitélet töretlen és folyamatos gyakorlása, hiszen ezáltal válhatnak egészséges keresztény lelkületű emberré az itt végző fiatalok.
A tanév folyamán a következő alkalmakat tartják meg rendszeresen:
- Vasárnapi közös esti szentmise (19 órakor)
- Reggeli és esti közös imádság
- Októberi rózsafüzér ájtatosság
- Az iskola védőszentjének, Árpád-házi Szent Erzsébet ünnepe novemberben
- Adventi rorate szentmisék
- Iskolakarácsony – Jézus Krisztus születésének közös ünneplése, Betlehemes-játékkal
- Egyhetes nagyböjti lelkigyakorlat meghívott lelkigyakorlat vezetők részvételével. Alkalmat biztosítanak a nagyböjti szentgyónásra, szentáldozásra, valamint lelki beszélgetésekre, elmélkedésekre.
- Nagyböjti keresztúti ájtatosság
- Májusi ájtatosság
- A környékbeli falvak búcsúünnepein az iskola kórusa énekel
- Végzős diákjok szülőfalujában áldáskérő – hálaadó szentmisét mond Berszán Lajos atya[5]

## Iskolakönyvtár
Az Árpád-házi Szent Erzsébet Teológiai Líceum könyvtára 1999 őszén jött létre. Helyisége többszöri költözködés után a tanárival szemben az első emeleten kapott helyet, jól megközelíthető központi helyen. Egy helyiséggel rendelkezik, ahol a helyben olvasást, kölcsönzést, raktározást is meg kell oldani. A könyvek nagy részét adományokból gyarapították, többek közt a román államtó] is kaptak pénzt könyvállomány bővítésére. A gyűjtemény 14632 kötetből, illetve tankönyvekből áll:
- Kézikönyvek
- Ifjúsági irodalom
- Ismeretterjesztő könyvek
- Pedagógiai szakirodalom
- DVD-k
- CD-k
- VHS-ek

Napi 8 órában üzemel. A tanulók és a tanárok gyakorlatilag bármikor bejöhetnek kutatni, olvasni, tanulni. A könyvtáros (Gábor Tünde) segítségét eközben bármikor igénybe vehetik.
Szolgáltatások:
- Könyvkölcsönzés – egy alkalommal három könyv kölcsönözhető, 2 hétre
- Tankönyvkölcsönzés – egy egész tanévre
- Helyben használható dokumentumok – mint a lexikonok, enciklopédiák, multimédiás, audiovizuális eszközök, a tanítási órákra kivihetőt, de ezeket az óra végeztével kötelesek visszavinni a könyvtárba[6]